# موزه اورسی
موزه اورسی (به فرانسوی: Musée d'Orsay) از معروفترین موزه‌های پاریس و یکی از موزه‌های مهم نقاشی و مجسمه‌سازی جهان است.
بنای این موزه هنری در ساحل چپ رود سن و محل قبلی ایستگاه قطار پاریس است. این موزه محل نگهداری آثار هنری فرانسه بین سال‌های ۱۸۴۸ تا ۱۹۱۴ است. آثار موجود در این موزه شامل نقاشی، مجسمه، عکس و مبلمان است.
مهمترین علت معروفیت این موزه به خاطر مجموعه‌های سبک دریافتگری (امپرسیونیسم) از جمله آثار کلود مونه و رنوار است. بسیاری از این آثار تا پیش از گشایش این موزه در سال ۱۹۸۶ در گالری ملی ژو دو پوم، موزه لوور و موزه ملی هنر مدرن نگهداری می‌شد.
در سال ۲۰۰۷ جمعاً ۳٬۱۶۶٬۵۰۹ نفر از این موزه دیدن کرده‌اند. در مجموع تاکنون ۵۷٬۶۹۷٬۵۰۱ نفر از این موزه بازدید کرده‌اند.

## تاریخچه
ساختمان این موزه در ابتدا برای ایستگاه قطار استفاده می‌شد. این بنا در سال ۱۹۰۰ به مناسبت جشنواره جهانی افتتاح شد. معماران این بنا عبارتند از: لوسین ماین، امیل بنارد و ویکتور لالو. این بنا تا سال ۱۹۳۹ به عنوان ایستگاه قطار جنوب غرب فرانسه مورد استفاده قرار می‌گرفت.
در سال ۱۹۳۹ به علت مناسب نبودن این بنا برای قطارهای نسل جدید به محل نگهداری قطار و سرویس تغییر کاربری داد. در سال‌های جنگ جهانی دوم نیز از قسمتی از این بنا به عنوان مرکز پست استفاده می‌شد. استفاده از این بنا به عنوان محل نگهداری و سرویس قطار تا سال ۱۹۷۳ ادامه داشت. این ایستگاه در فهرست تکمیلی بناهای تاریخی قرار گرفت و سر انجام در سال ۱۹۷۸ به ثبت رسید.

## تبدیل به موزه

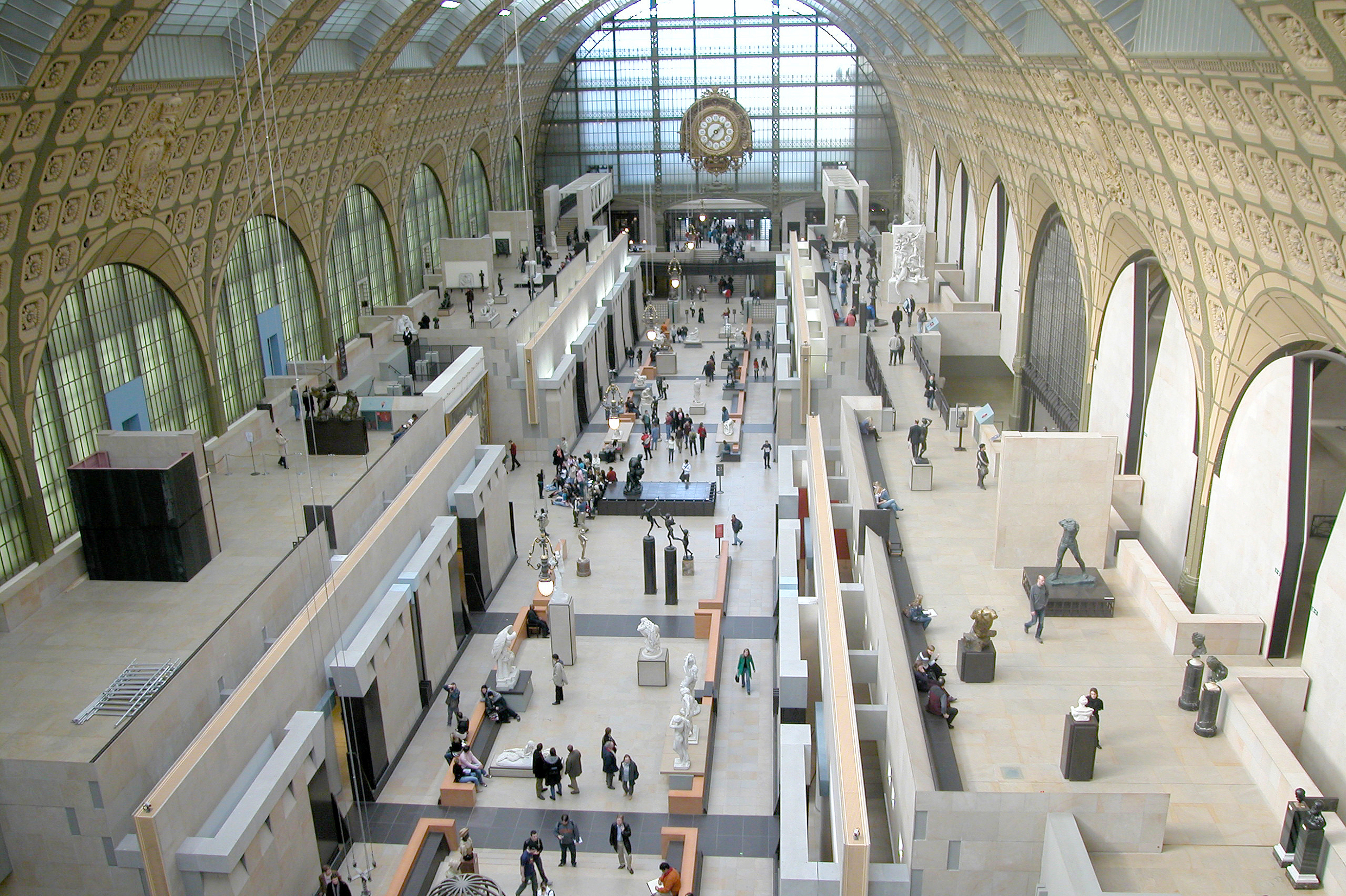

دولت فرانسه در سال ۱۹۷۷ تصمیم به تبدیل این بنا به موزه گرفت. ایده ساخت موزه‌ای بود که فاصله بین موزه لوور و موزه ملی هنر مدرن در مرکز ژرژ پمپیدو را پر کند. بدین منظور شرکت طراحی ACT پیمانکار این کار شد. این شرکت وظیفه داشت۲۰٬۰۰۰ متر فضا را در ۴ طبقه به ساختمان اصلی اضافه نماید. در نهایت این بنا در تاریخ اول دسامبر ۱۹۸۶ توسط فرانسوا میتران رئیس جمهور فرانسه افتتاح شد. مساحت امروزی موزه در حدود ۴۵٬۰۰۰ متر مربع می‌باشد.

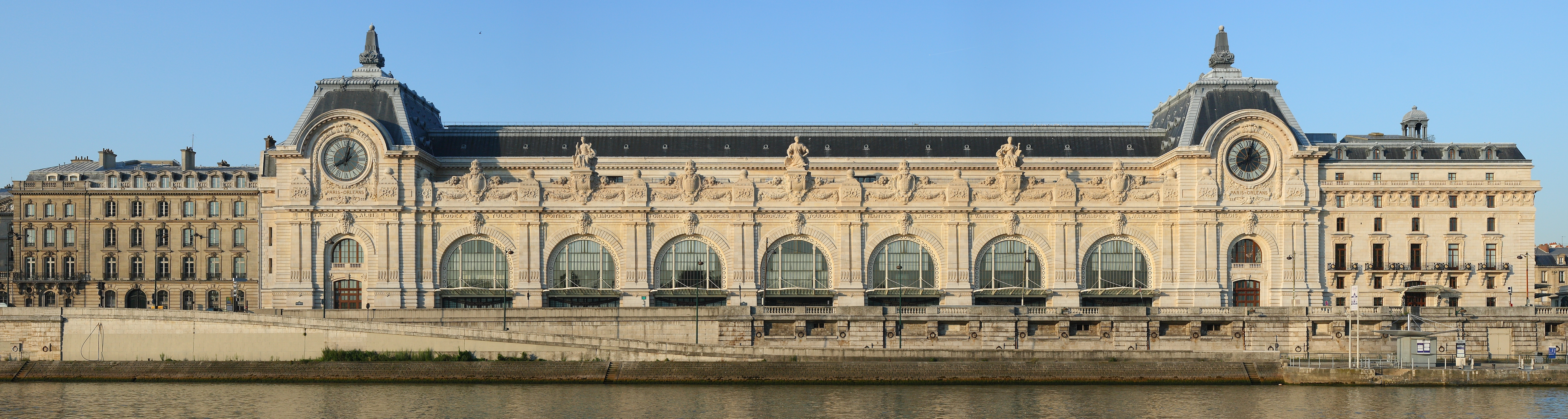

## مدیریت
مدیران موزه از ابتدا تاکنون عبارتند از:
- فرانسیس کاشین از ۱۹۸۶ تا ۱۹۹۴
- هنری لوارت از ۱۹۹۴ تا ۲۰۰۱
- سرج لوموآن از ۲۰۰۱ تاکنون

## نمونهٔ آثار

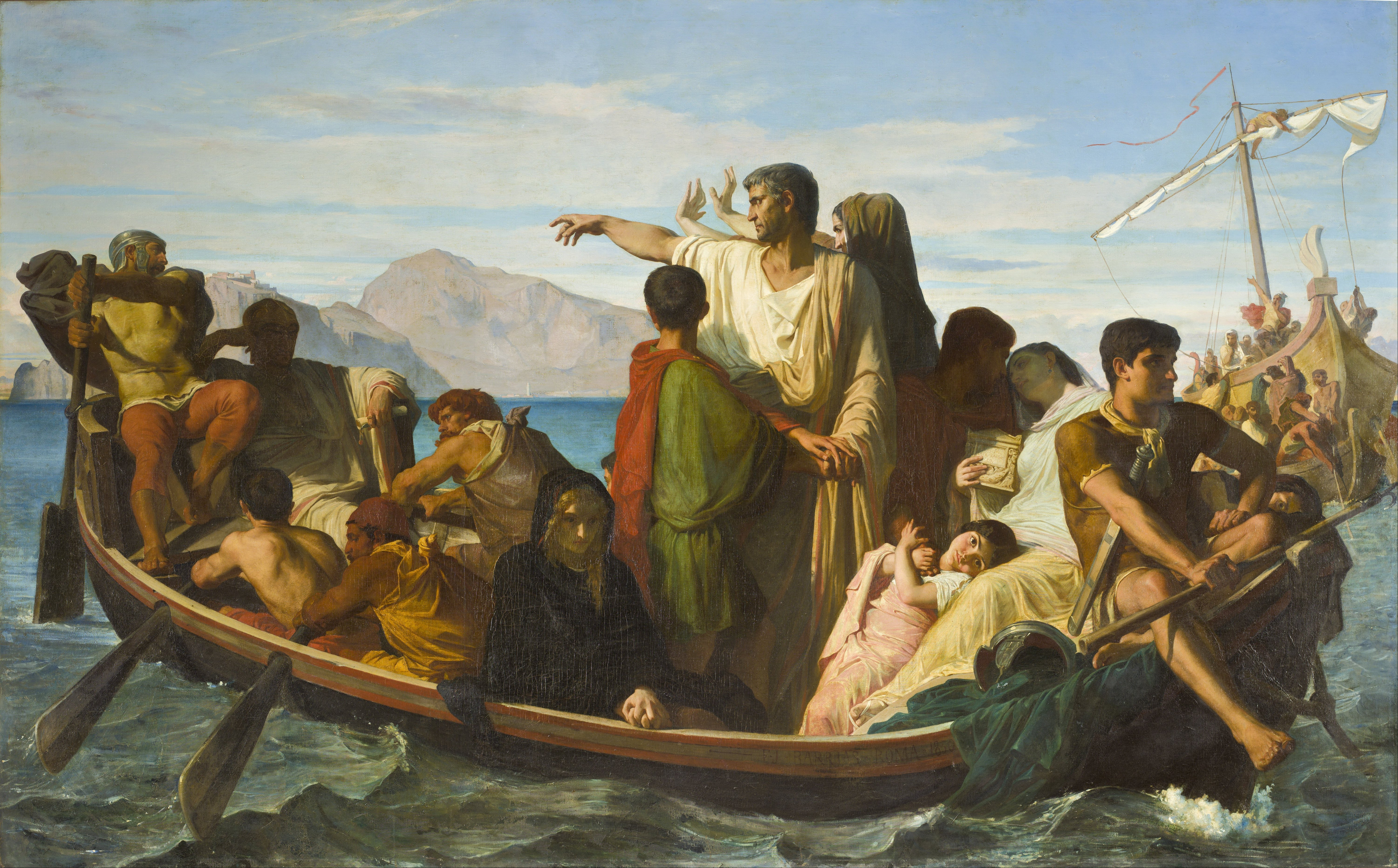
تبعیدی‌های تیبریوس ۱۸۵۰ م. اثر فلیکس-ژوزف باریا
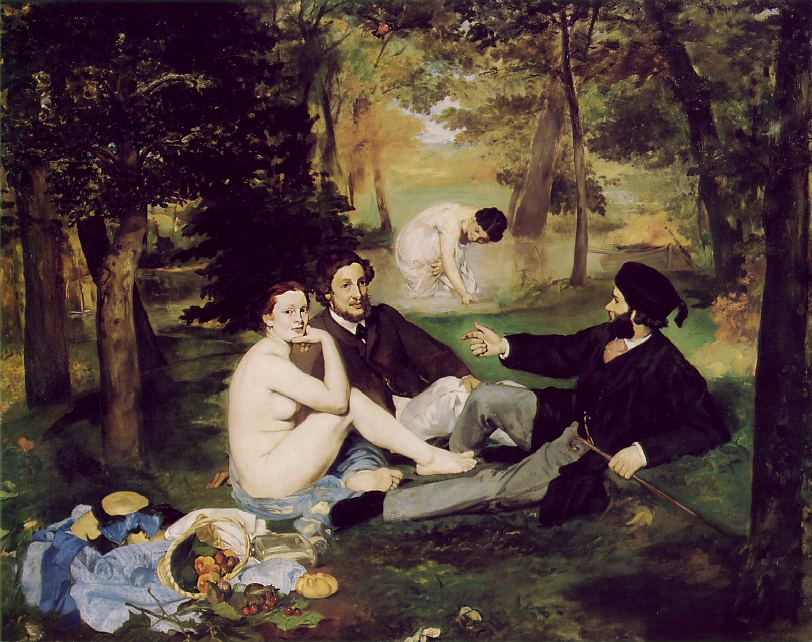
ناهار در چمنزار ۱۸۶۲-۱۸۶۳ م. اثر ادوار مانه
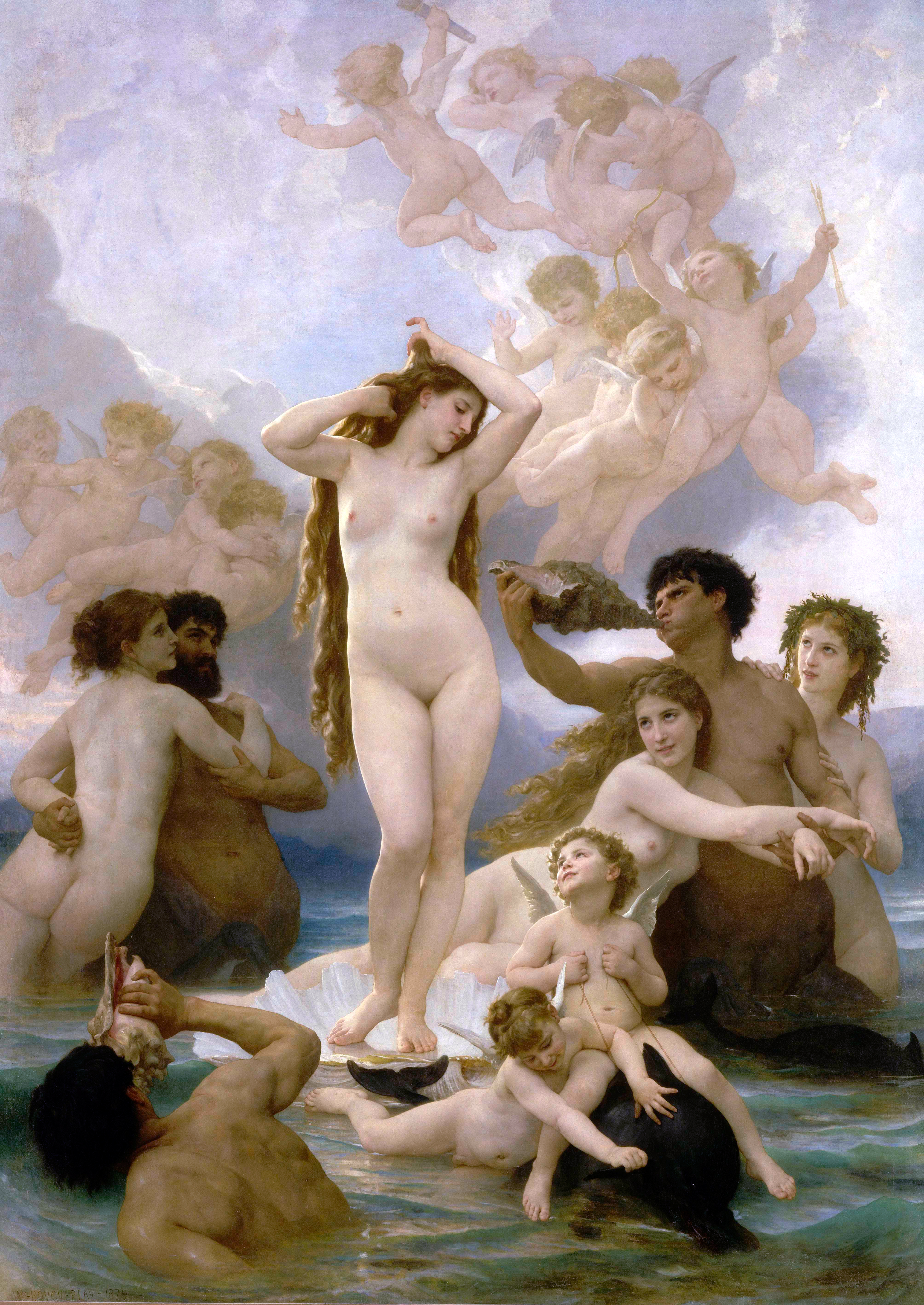
زایش ونوس ۱۸۷۹ م. اثر ویلیام-آدولف بوگرو
رقص در مولن دلا گالت ۱۸۷۷ م. اثر پیر آگوست رنوار
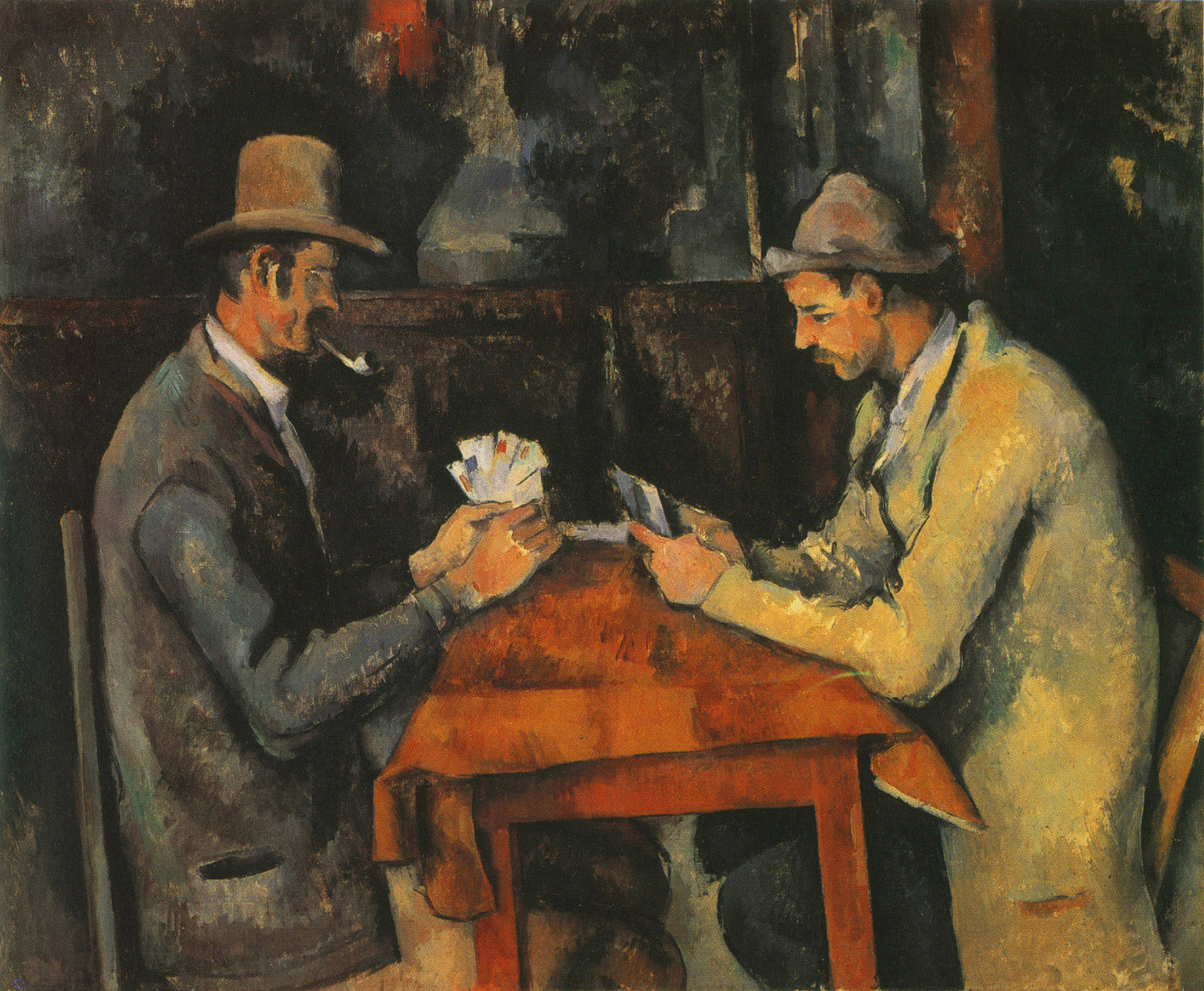
ورق‌بازان ۱۸۹۰-۱۸۹۲ م. اثر پل سزان
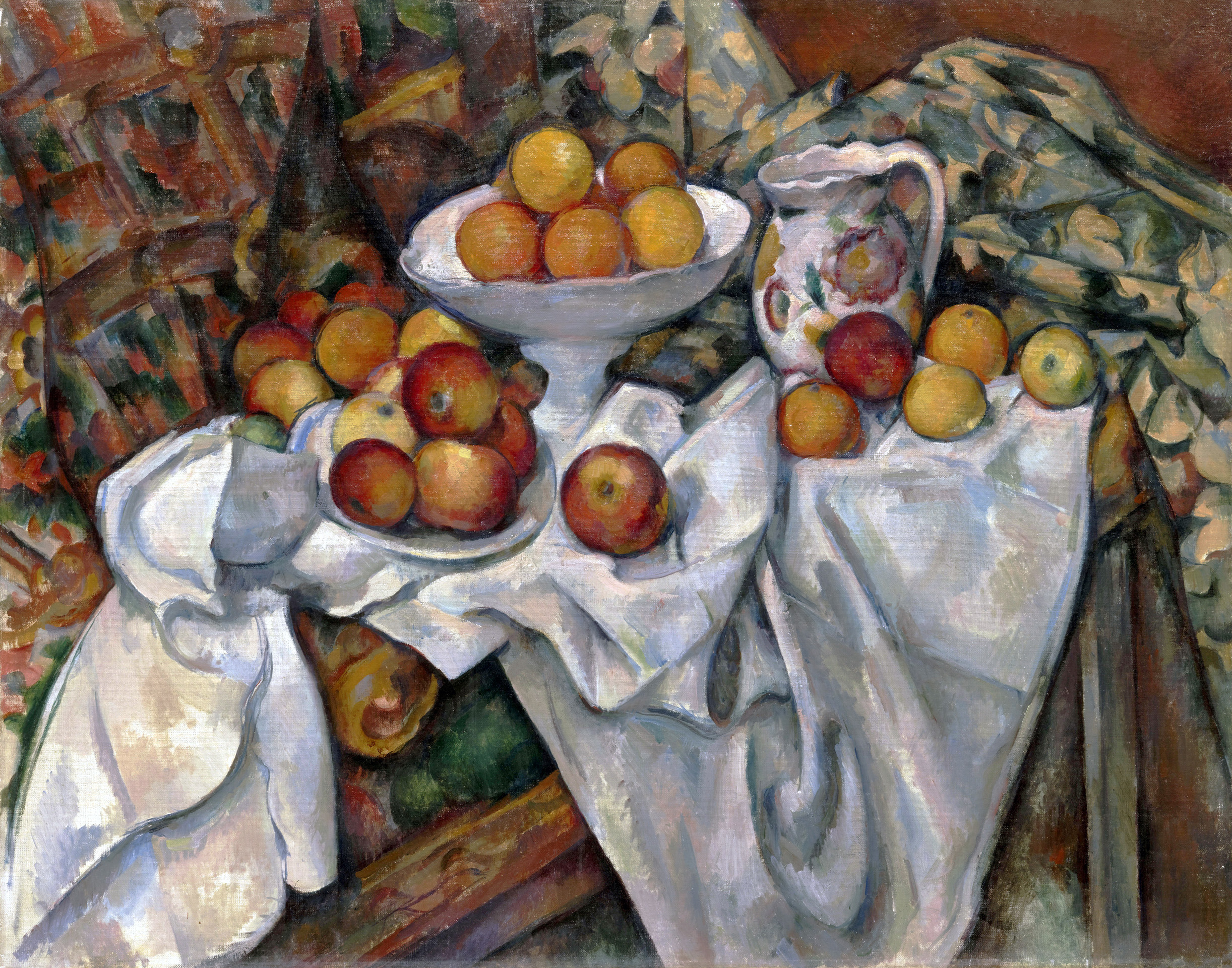
سیب‌ها و پرتقال‌ها ۱۸۹۵-۱۹۰۰ م. اثر پل سزان
سرمنشأ جهان ۱۸۶۶ م. اثر گوستاو کوربه
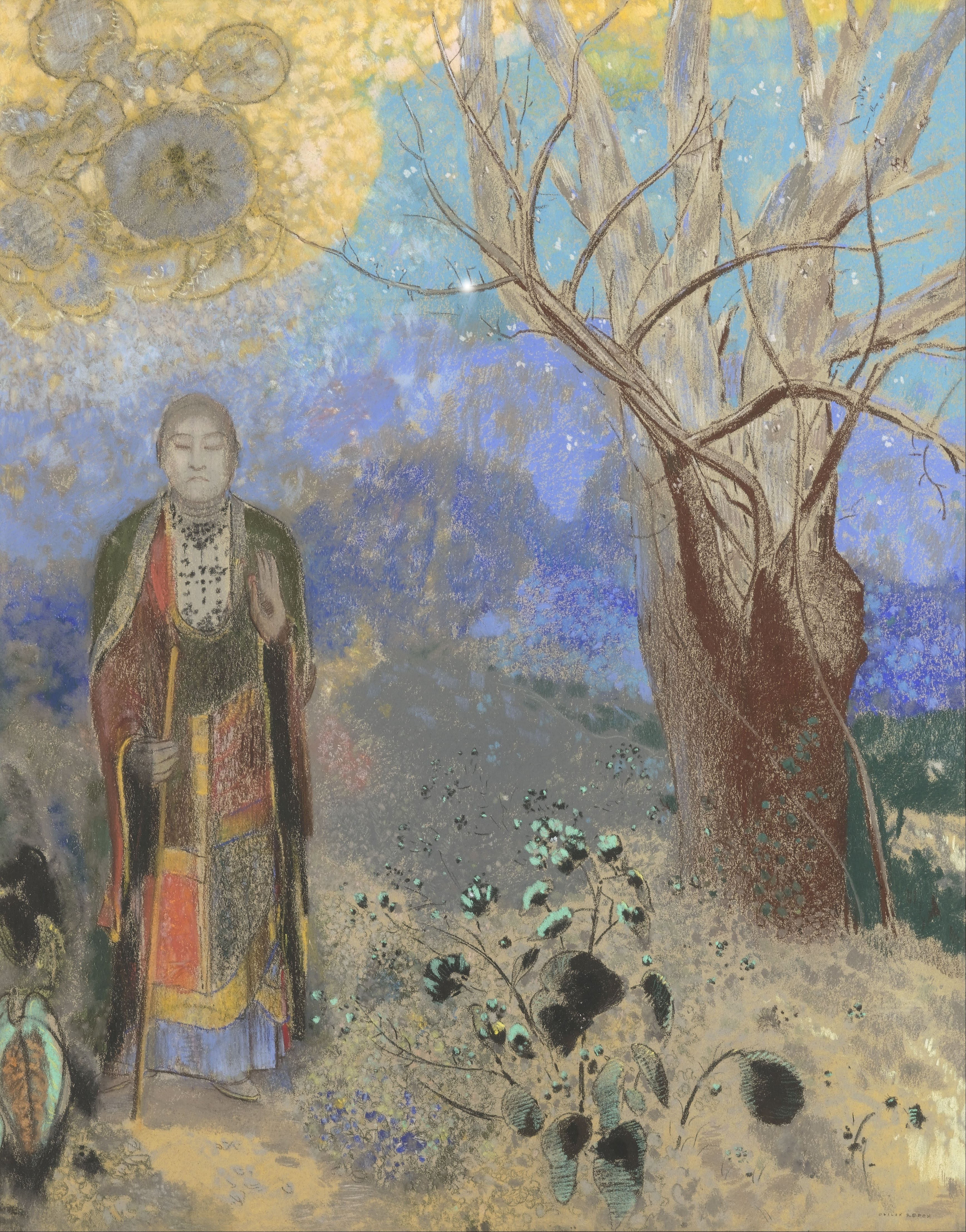
بودا بین ۱۹۰۶ تا ۱۹۰۷ م. اثر اودیلون ردون
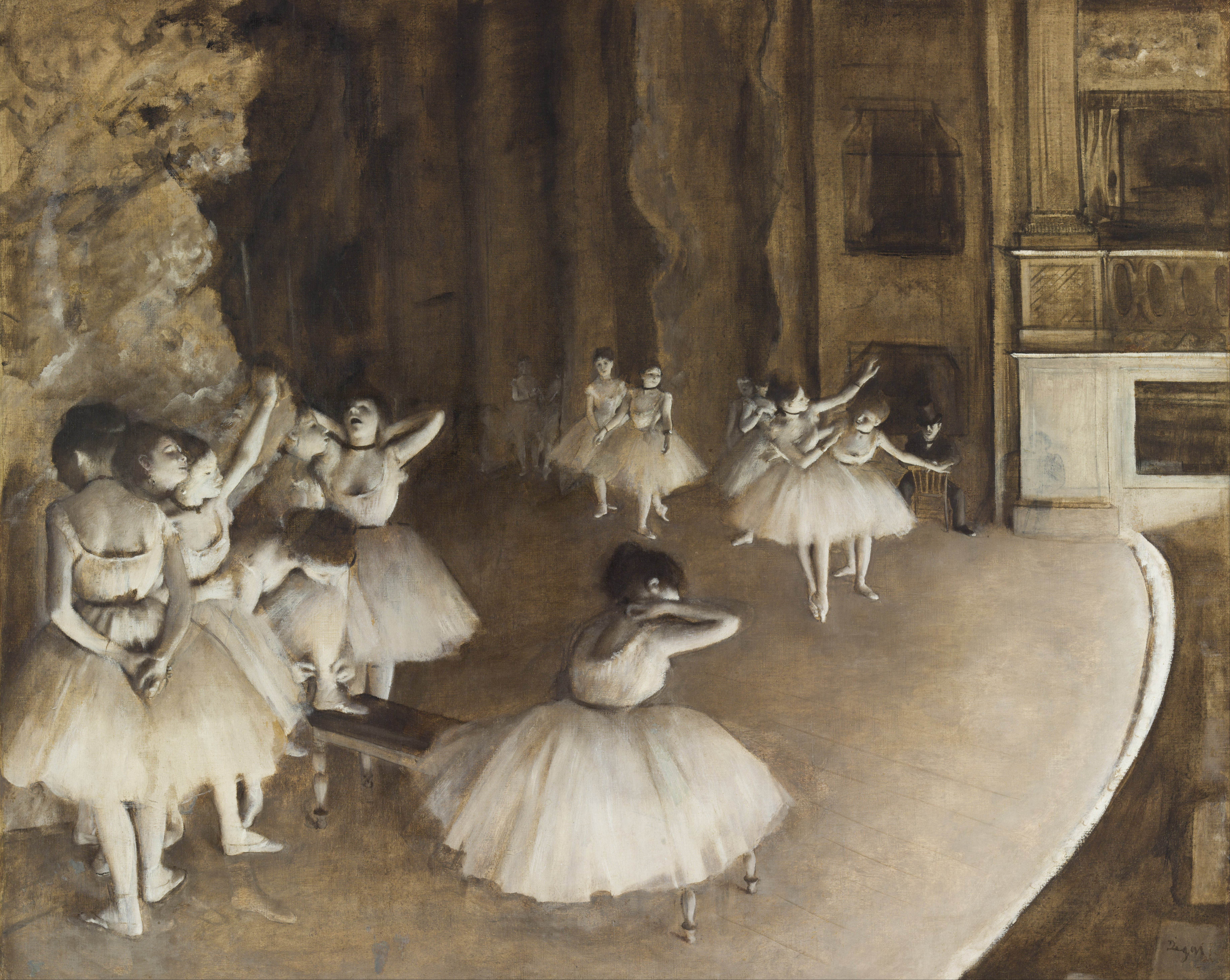
تمرین باله روی صحنه ۱۸۷۴ م. اثر ادگار دگا
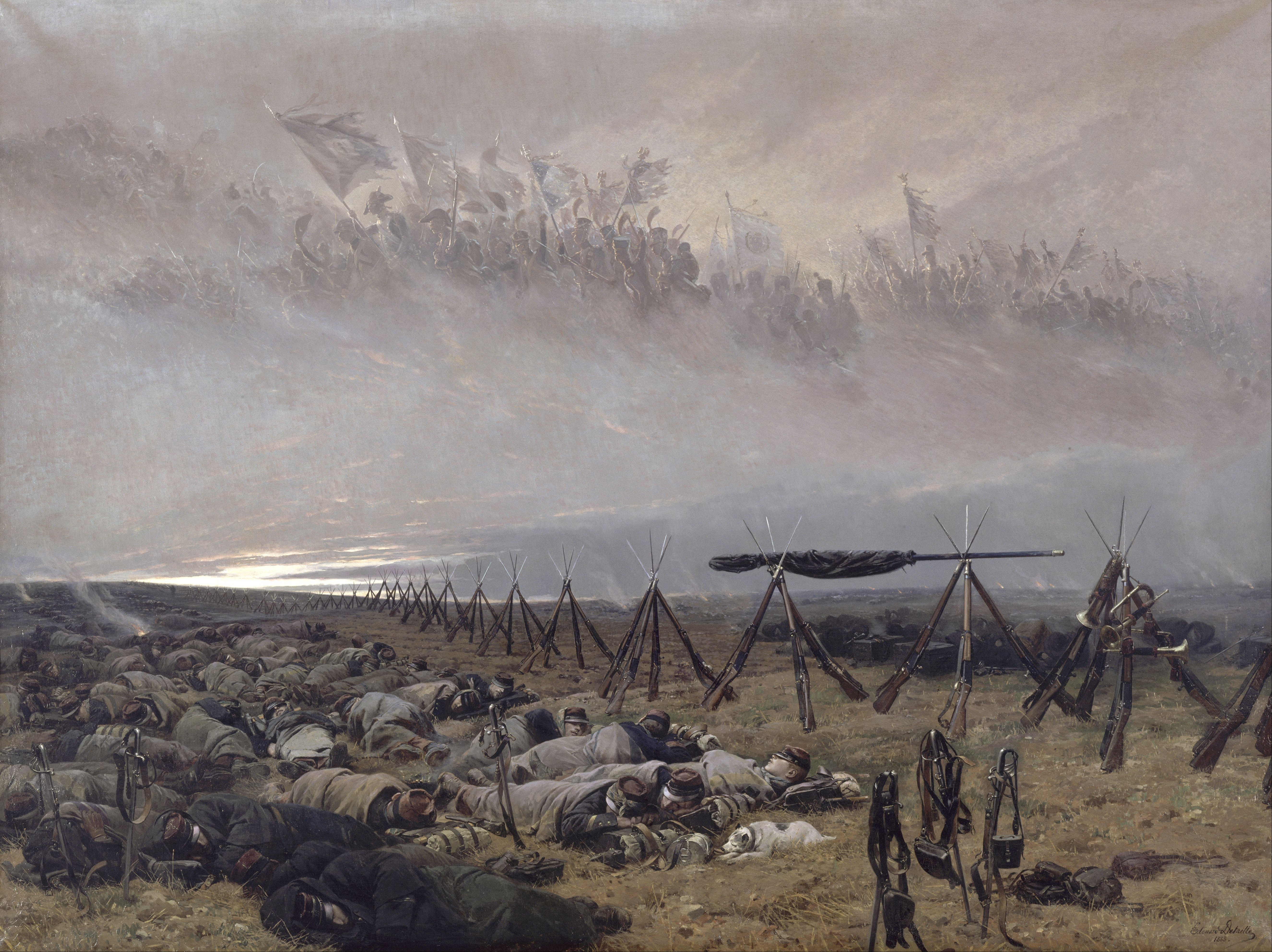
رویا ۱۸۸۸ م. اثر ادوارد دوتای
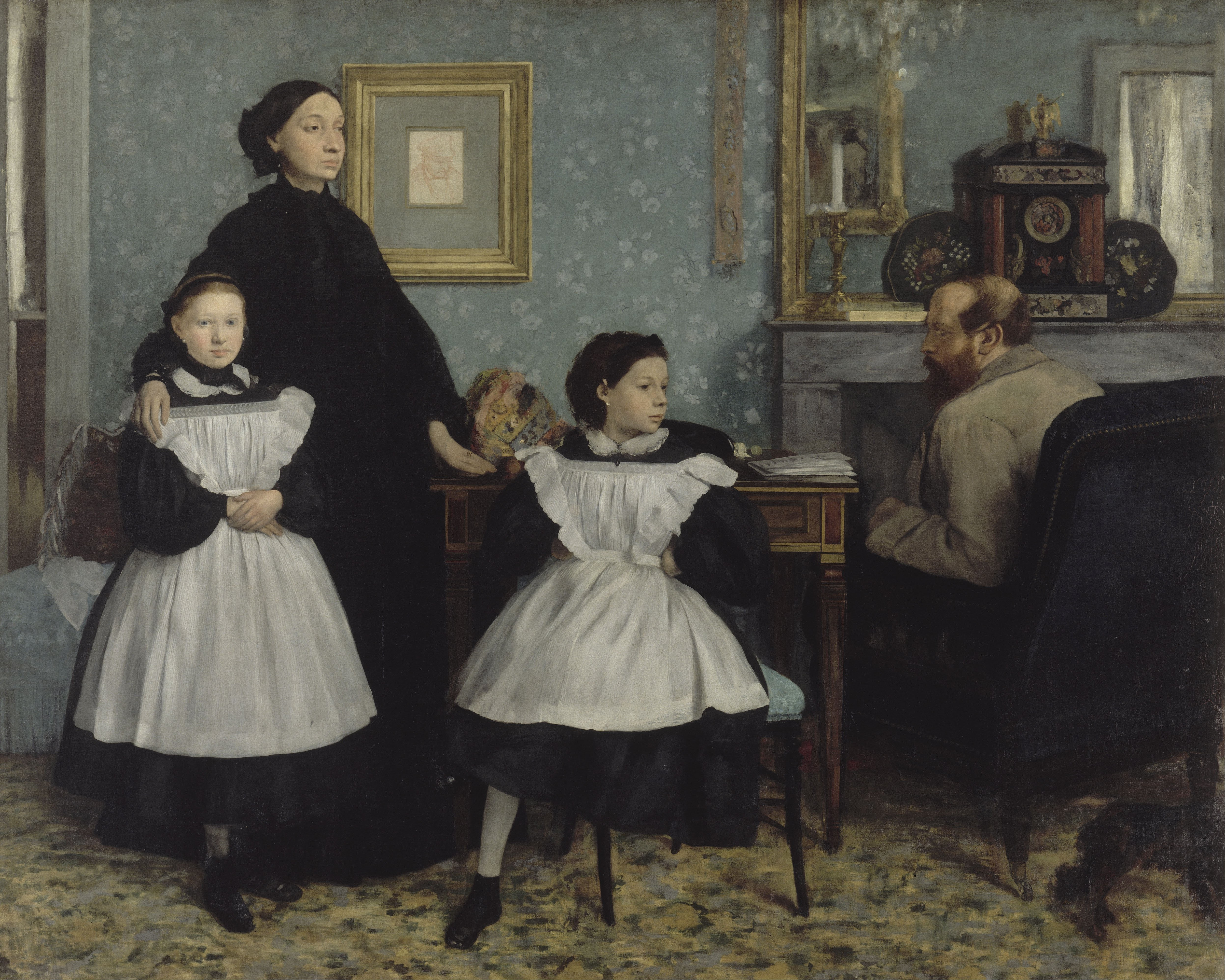
خانواده بللی بین سال‌های ۱۸۵۸ تا ۱۸۶۷ م. اثر ادگار دگا
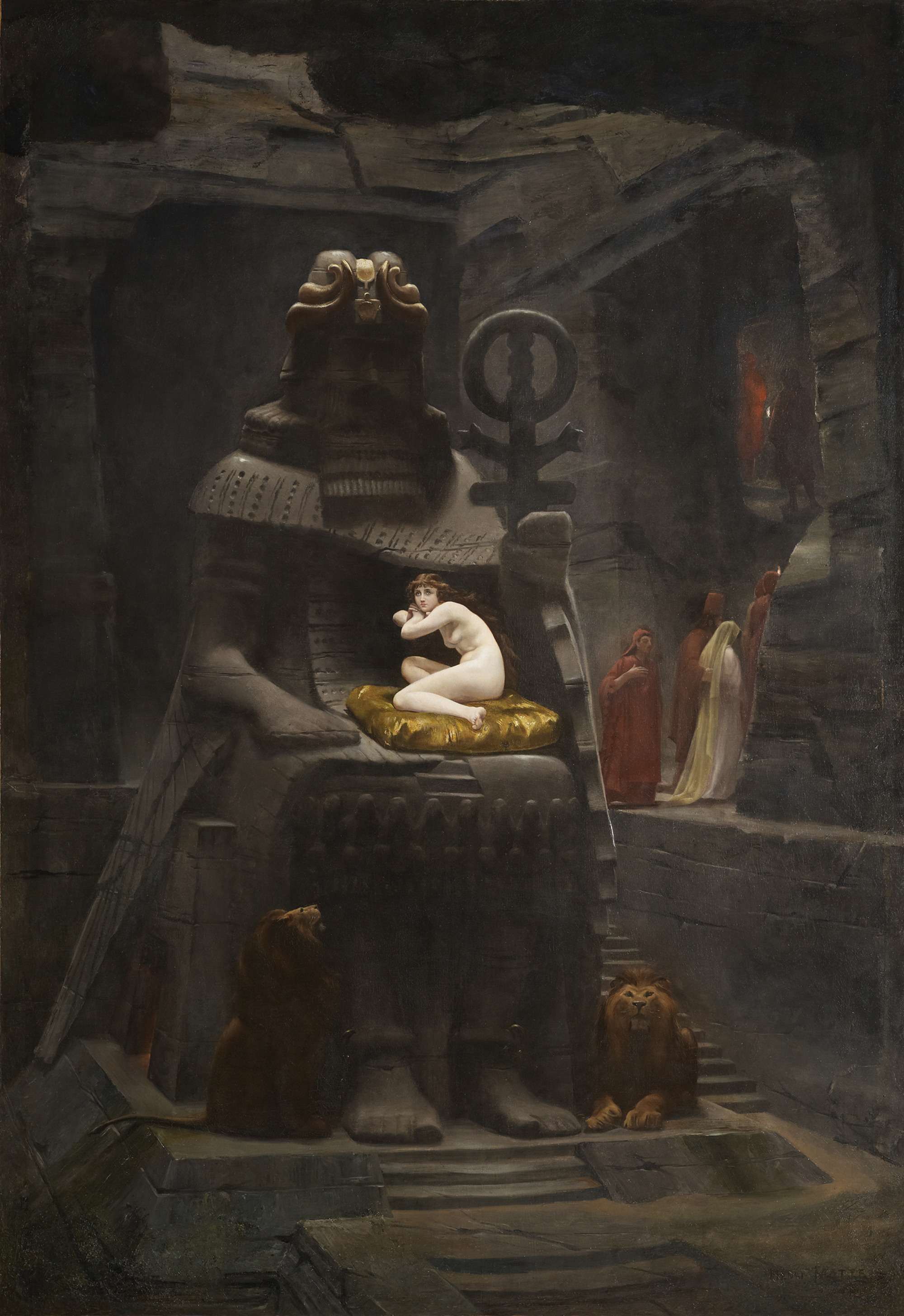
نامزد بلوس
۱۸۸۵ م.
اثر هانری پل موته

## منابع

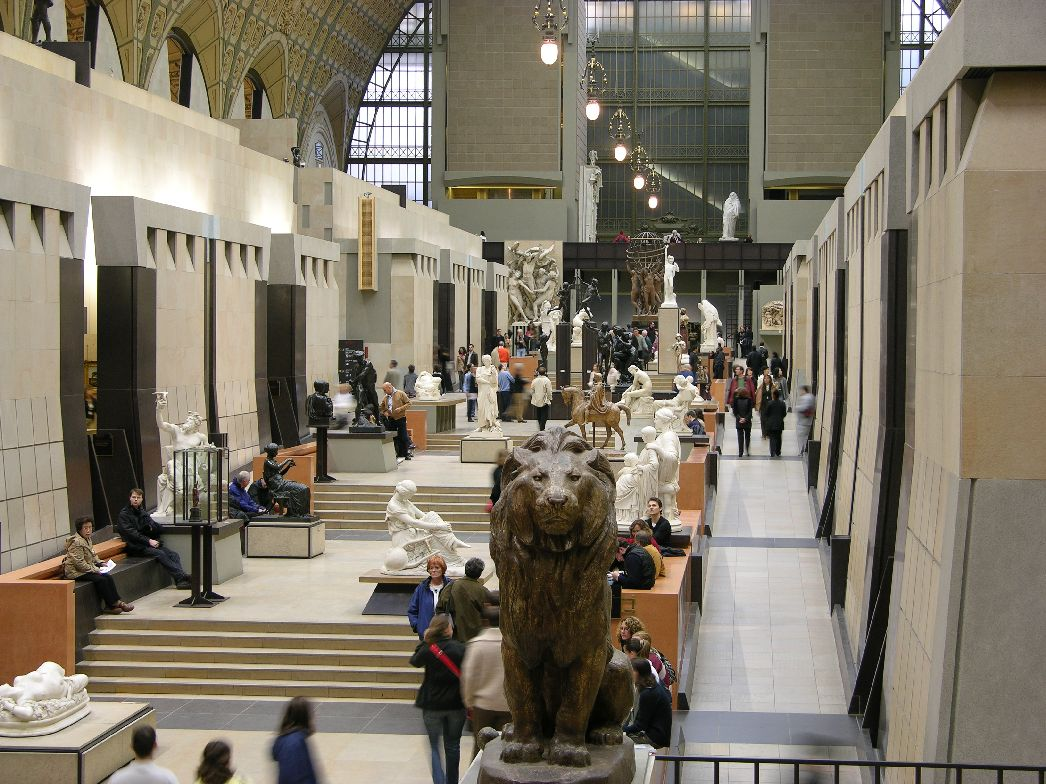

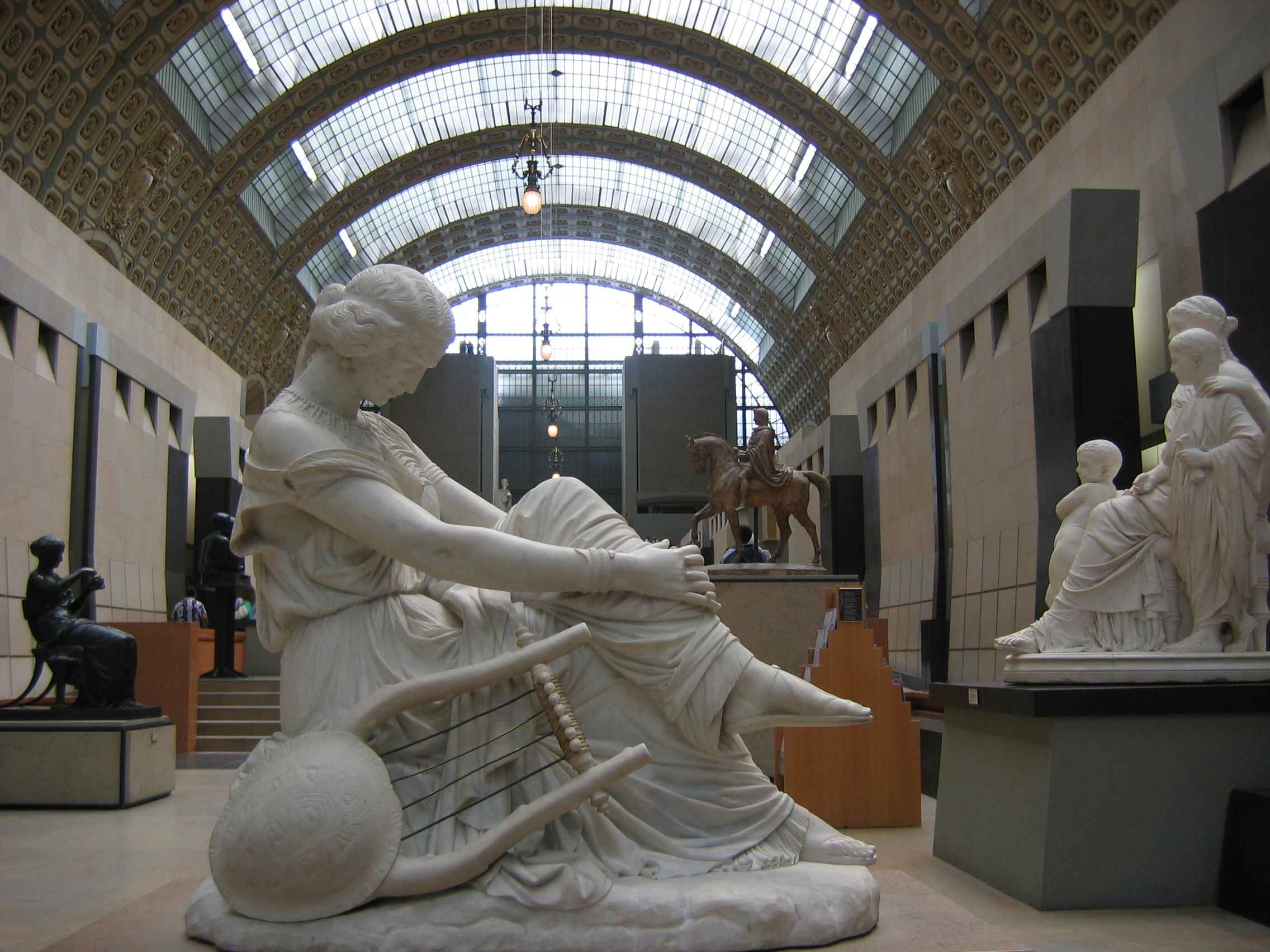